# Tentativa de salvamento (Star Trek: La serie original)
"Tentativa de salvamento" es el episodio número 26 en ser transmitido y el número 27 en ser producido de Star Trek. Fue transmitido originalmente el 23 de marzo de 1967, y fue escrito por Gene L. Coon y dirigido por John Newland. Este fue el primer episodio en donde aparecen los klingons.
En la versión Bluray publicada el 28 de abril de 2009 por la Paramount, ASIN: B001TH16DS,el título de este episodio en el audio en español es dado como Acto de piedad.
Resumen: Estando en guerra con los klingons, el capitán Kirk y el Sr. Spock intentan influir en la incomprensiblemente plácida población de un planeta para que apoyen a la Federación.

## Trama
En la fecha estelar 3198.4, las relaciones entre la Federación Unida de Planetas y el imperio klingon han alcanzado el punto de rompimiento, y las negociaciones más recientes han fracasado. La USS Enterprise ha sido enviada al mundo de Organia, un planeta no alineado cerca de la frontera con los klingons, con el propósito de protegerlo ya que se teme que los klingons tratarán de anexarlo al imperio klingon.
Cuando el Enterprise se aproxima a Organia es atacado por una nave klingon, que es destruida. Kirk alerta a los organianos acerca de las intenciones de los klingons, pero éstos están completamente desinteresados de esa situación. Por el contrario, insisten en que el Enterprise y su tripulación están en peligro. De improviso una flota klingon aparece, forzando al Enterprise a retirarse, dejando abandonados en la superficie del planeta a Kirk y a Spock.
Los klingons toman el control del planeta sin ninguna resistencia por parte de sus habitantes y colocan al oficial klingon de mayor rango, Kor, como gobernador militar de Organia. Los organianos disfrazan a Kirk y a Spock pero rehúsan hacer algo más para resistir la ocupación. Kirk y Spock comienzan a realizar operaciones de guerrilla por iniciativa propia, a pesar de las objeciones de los organianos.
Cuando los klingons confrontan al consejo gobernante organiano y amenazan con torturar a Kirk y a Spock como sospechosos de ser insurgentes, los organianos revelan las verdaderas identidades de Kirk y Spock y permiten que sean arrestados. Después de hacer unas interrogaciones preliminares, Kirk y Spock son encarcelados. Poco después, los Organianos liberan a los dos sin realizar ningún esfuerzo, y los esconden en la cámara del consejo.
Mientras Kirk y Spock tratan de comprender las contradictorias acciones de los nativos, Kor ordena, como represalia por el escape, ejecuciones en masa. A pesar de esto, los Organianos continúan protegiendo a Kirk y a Spock, y permanecen impertérritos ante las acciones de los klingons, dejando tanto a los oficiales de la Federación como a los klingons desconcertados y frustrados.
A medida que las flotas de la Federación y de los klingons convergen en el sistema, amenazándola en convertirlo en una zona de guerra, Kirk y Spock llevan a cabo un temerario ataque sobre los cuarteles generales de los klingons con la esperanza de que la población se subleve y tome la resistencia. Logran un sorprendente éxito, capturando a Kor y preparándose para hacer una última resistencia mientras las flotas están listas para enfrentarse.
En ese momento, los Organianos revelan su verdadera naturaleza. Incapacitan instantáneamente a ambos bandos, no sólo alrededor del planeta, sino en todas partes. No son humanoides primitivos, sino todo lo contrario, son seres de energía altamente avanzados y extremadamente poderosos, mucho más allá de las capacidades de los klingons y de la Federación, de tal forma que nunca estuvieron amenazados por ninguno de los dos bandos. Los organianos fuerzan a los humanos y a los klingons a hacer una tregua, el Tratado de Paz Organiano. Ambos lados protestan, pero los organianos predicen que los dos rivales se llevarán mejor en el futuro de lo que ellos pueden actualmente imaginar.
De regreso al Enterprise, Kirk admite su vergüenza en su decepción inicial con el fin forzado de la guerra y el tratado de paz impuesto.

## Remasterización del aniversario de los 40 años
Este episodio fue remasterizado en el año 2006 y fue transmitido por primera vez el 12 de mayo de 2007 como parte de la remasterización por el aniversario de los 40 años de la Serie Original. Fue precedido una semana antes por la versión remasterizada de El mañana es ayer y seguido una semana más tarde por la versión remasterizada de Por medio de la fuerza. Además del audio y video remasterizado, y todas las animaciones de la USS Enterprise realizadas por CGI que es el estándar de todas las revisiones, los cambios específicos para este episodio son:
- Se agregaron naves klingon a las escenas de batalla de apertura y cierre donde originalmente sólo se mostraban explosiones y fuego de armas. Este cambio marca este episodio como la primera vez donde naves klingon son mostradas en la serie siguiendo el orden original de los episodios.
- El planeta Organia recibió una revisión digital para mostrar efectos planetarios más realistas.
- Los efectos visuales de la transformación de los Organianos desde humanoides a seres de energía fueron mejorados.